# Адальберт (герцог Эльзаса)
Адальберт (665 — 722/723, Сент-Одиль) — франкский дворянин, четвёртый известный герцог Эльзаса, принадлежал к названному в честь его отца роду Этихонидов, отец святых Атталы Страсбургской и Гундлинды.

## Биография

### Происхождение
Адальберт был старшим сыном эльзасского герцога Адальриха Этихо, который ещё до получения титула герцога был влиятельным дуксом в паге Аттоариенс, области между Дижоном и Лангром. Его прадед Амальгар был одним из влиятельнейших дворян Бургундии, а прабабка Аквилина — дочерью Ванделена, дукса Верхней Бургундии и воспитателя короля Хильдеберта II. Мать Адальберта Бертсвинда, согласно записям монастыря Эберсхайммюнстера Chronicon Ebersheimense, приходилась племянницей епископу Отёна Леодегарию и была сестрой королевы франков.
Свое имя Адальберт получил по распространенному в раннем средневековье обычаю, согласно которому имя первенца является комбинацией имен обоих родителей. Адальберт получил свое имя от сочетания первого части имени его отца Адаль(рих) с первым слогом имени матери Берт(свинда).
Младшей сестрой Адальберта была святая Одилия Эльзасская, покровительница Эльзаса, которая согласно записям родилась слепой, но прозрела после крещения.

### Граф и герцог
Этихо после своего назначение дуксом Эльзаса воспользовался политической нестабильностью в Меровингском королевстве, чтобы превратить личный титул дукса, даруемый королем, в квазинезависимый и наследуемый титул герцога.
Этихо также решил внести изменения в должность графа, которая в отличие от герцога не выполняла никаких военных задач, а исполняла исключительно административную функцию. Если в ранний период правления дома Этихонидов должности графов занимали не отпрыски герцогской семьи, то в последующие периоды первенец герцога стал назначаться на эту должность. В 683 году Адальберт упоминается как граф Сундгау. Очевидно Этихо хотел подготовить своего сына к наследованию герцогского титула. В том же 683 году Адальберт был объявлен наследником. Таким образом Эльзас стал первым светским наследственным владением.
После смерти Этихо титул герцога Эльзасского перешёл его сыну Адальберту. При этом нет никаких источников того времени, говорящих о вмешательстве или участие в передаче титула короля Теодорихом III или майордома Пипина Толстого.
В отличие от своего отца, который уделял больше внимания Верхнему Эльзасу и особенно району горы Сент-Одиль, Адальберт укреплял свою власть в Нордгау. Расположение двора Адальберта на севере герцогства установить не удается, но исходя из основанных им монастырей и строительства предместья вокруг Кёнигсхофена, можно предположить, что его двор располагался недалеко от Страсбурга.
Последний раз герцог Адальберт письменно упоминается в июне 722 года, где сообщается о его пожертвовании на основание монастыря Хогенаугия. В Vitae Odiliae, созданном в середине IX века, сообщается, что Адальберт умер в 722 году и перед смертью сделал пожертвование монастырю Хонау. Исследователи сходятся на том, что Адальберт умер до 11 декабря 723 года, так как в этот день его сыновья Лиутфрид и Эберхард дарят из наследованных ими земель участок монастырю Хонау.

### Семья
В первом браке Адальберг был женат на Герлинде Эльзасской, причисленной к лику блаженных. От брака родилось 6 детей:
- Лиутфрид (ок. 700—743) — наследовал отцу;
- Эберхард (ум. 747, Ремирмонское аббатство) — граф Сундгау;
- Мазо — основатель аббатства Масмюнстер в Мазво;
- Аттала Страсбургская (ок. 690 — 3 декабря 741, Страсбург) — первая аббатиса Св. Стефана в Страсбурге[10], католическая святая;
- Евгения (ум. 6 декабря 735, Сент-Одиль) — вторая аббатиса монастыря Гогенбург;
- Гундлинда (ок. 680 — ум. после 720) — первая аббатиса Нидермюнстерского аббатства, католическая святая.

От второго брака с Батильдой родились два дочери: Лиутгард и Савина.